# Arani (Bolivia)
Arani è un comune (municipio in spagnolo) della Bolivia capoluogo della provincia di Arani (dipartimento di Cochabamba) con 9.609 abitanti (dato 2010).

## Cantoni
Il comune è suddiviso in 3 cantoni:
- Arani
- Collpa
- Pocoata